# Федеральная служба по труду и занятости
Федеральная служба по труду и занятости (Роструд) — федеральный орган исполнительной власти России, находящийся в ведении Министерства труда и социальной защиты.
Осуществляет правоприменительные функции в сфере труда, занятости и альтернативной гражданской службы, функции по контролю и надзору за соблюдением трудового законодательства и иных нормативных правовых актов, содержащих нормы трудового права, законодательства о занятости населения, функции по оказанию государственных услуг в сфере содействия занятости населения и защиты от безработицы, трудовой миграции и урегулирования коллективных трудовых споров.

## История
В городах СССР существовали бюро трудоустройства и информации населения. Первое бюро по трудоустройству появилось в Уфе с 1970 года по инициативе главы Комитет БАССР по труду и социальным вопросам Фаткуллина Мухтара Хурматовича. Потом начали создаваться центры по трудоустройству, профориентации и переобучению. В 1991 начали создаваться государственные службы занятости. В настоящее время службы занятости населения в Российской Федерации подчинены властям субъектов Российской Федерации.

## Руководство

### Руководители
- 29 марта 2004 — 31 июля 2008 — Топилин Максим Анатольевич
- 31 июля 2008 — 4 апреля 2013 — Герций Юрий Викторович
- 5 апреля 2013 — 6 апреля 2019 — Вуколов Всеволод Львович
- 6 апреля 2019 — н. в. — Иванков Михаил Юрьевич

### Заместители руководителя
- Шкловец Иван Иванович
- Васильев Денис Александрович

## Структура центрального аппарата
- Управление государственного надзора в сфере труда
  - Отдел надзора за соблюдением трудового законодательства в сфере оплаты труда
  - Отдел надзора и контроля в сфере охраны труда
  - Отдел надзора специальной оценки и экспертизы условий труда
  - Отдел контроля надзорной деятельности
  - Сводно-аналитический отдел
  - Отдел контроля рассмотрения территориальными органами обращений
- Управление надзора, контроля и проектов в сфере занятости населения, социальной защиты и государственных гарантий
  - Отдел надзора и контроля за осуществлением переданного полномочия и обеспечения государственных гарантий
  - Отдел камеральных (документарных) проверок
  - Отдел надзора и контроля за нормативно-правовым регулированием в сфере занятости, социальной защиты и государственных гарантий
  - Отдел проектов в сфере занятости населения
- Управление планирования, взаимодействия с регионами и контроля
  - Отдел территориальных органов, организации и контроля прохождения альтернативной гражданской службы
  - Отдел планирования и отчетности
  - Отдел реализации федеральных программ в сфере занятости населения
  - Отдел ведомственного контроля
  - Отдел международных проектов в сфере труда и занятости
- Управление проектной деятельности в сфере трудовых отношений
  - Организационно-методологический отдел в сфере трудовых отношений
  - Отдел реформирования контрольно-надзорной деятельностью в сфере трудовых отношений
  - Отдел контроля, координации и сопровождения проектной деятельности в сфере трудовых отношений
- Юридическое управление
  - Отдел организации аккредитации и взаимодействия со сторонами социального партнёрства
  - Отдел судебно-претензионной работы и правовой экспертизы
  - Отдел информационно-правовой работы
  - Отдел мониторинга законодательства и правоприменения
- Финансовое управление
  - Отдел межбюджетных трансфертов и территориальных органов
  - Сводный отдел доходов и расходов Роструда
  - Отдел бюджетного учета и отчетности
  - Отдел учета расходов центрального аппарата
- Управление делами
  - Отдел делопроизводства
  - Отдел по вопросам государственных службы и кадров
  - Отдел хозяйственного обеспечения
- Управление проектов информатизации в сфере труда и занятости
  - Отдел планирования и учета проектов автоматизации
  - Отдел проектов информатизации в сфере занятости и социальной защиты населения
  - Отдел эксплуатации информационных систем, межведомственного взаимодействия и защиты информации
  - Отдел проектов информатизации в области контрольно-надзорной деятельности и информационно-коммуникационного обеспечения
- Управление предоставления социальных гарантий и организации государственного контроля качества оказания социальной помощи населению
  - Отдел социальных гарантий и контроля оказания услуг в области социальной защиты населения
  - Отдел межбюджетных трансфертов
  - Отдел организации государственного контроля качества оказания социальной помощи населению
- Отдел по организации мероприятий по мобилизационной подготовке и мобилизации
- Отдел по защите государственной тайны

## Гострудинспекция
ФСТЗ имеет территориальные органы Гострудинспекции

## Общественный совет
У ФСТЗ есть Общественный Совет . Председатель — Хитров Андрей Юрьевич

## Подготовка кадров
В 2024 году на базе Санкт-Петербургского государственного университета промышленных технологий и дизайна был создан Институт Федеральной службы по труду и занятости для подготовки инспекторов труда.